# خوله بنت حکیم
خوله دختر حکیم یکی از صحابیات محمد پیامبر اسلام است. او با عثمان پسر مظعون ازدواج کرد و برای او چهار پسر به نام‌های عامر پسر عثمان، احمد پسر عثمان، عبدالرحمن پسر عثمان و علی پسر عثمان به دنیا آورد.

## پیشنهاد افزایش همسر
چندی پس از درگذشت خدیجه خوله بنت حکیم به محمد پیشنهاد کرد که با سوده یا با عایشه ازدواج کند. گفته شده که محمد از خوله خواست که مقدمات ازدواج او با هر دو را فراهم کند. عایشه در آن زمان در نامزدی پسری از مشرکان به نام جبیر بن مطعم بود، اما ابوبکر نامزدی او را به هم زد تا با محمد ازدواج کند. گرچه برخی منابع اولیه عایشه را هنگام ازدواج با محمد کودکی شش تا نه ساله ذکر کرده‌اند.